# Лоурі Райлі
Лоурі Райлі (англ. Lawrie Reilly, нар. 28 жовтня 1928, Единбург — пом. 22 липня 2013) — шотландський футболіст, що грав на позиції нападника.
Виступав за клуб «Гіберніан», а також національну збірну Шотландії.
Триразовий чемпіон Шотландії.

## Клубна кар'єра
У дорослому футболі дебютував 1946 року виступами за команду клубу «Гіберніан», кольори якої і захищав протягом усієї своєї кар'єри гравця, що тривала тринадцять років. Більшість часу, проведеного у складі «Гіберніана», був основним гравцем атакувальної ланки команди. У складі «Гіберніана» був одним з головних бомбардирів команди, маючи середню результативність на рівні 0,73 голу за гру першості. За цей час тричі виборював титул чемпіона Шотландії. Протягом 1951—1953 тричі ставав найкращим бомбардиром шотландської футбольної першості.
Помер 22 липня 2013 року на 85-му році життя.

## Виступи за збірну
У 1948 році дебютував в офіційних матчах у складі національної збірної Шотландії. Протягом кар'єри у національній команді, яка тривала 10 років, провів у формі головної команди країни 38 матчів, забивши 22 голи.

## Титули і досягнення
- Чемпіон Шотландії (3):

«Гіберніан»: 1947-1948, 1950-1951, 1951-1952